# Pardubice (region)
Pardubice (tjekkisk: Pardubický kraj) er en administrativ region i Tjekkiet. Regionen ligger i det østlige Bøhmen, men omfatter også dele af det historiske Mähren. Administrationsenter er byen er Pardubice, der også er regionens største by. Regionen består af 4 distrikter med i alt 453 kommuner. Den har en udstrækning på mellem 39 – 64 km i nord-sydlig retning, og op til 101 km i øst -vestlig retning.

## Distrikter
| Statistiske oplysninger 20025 | Statistiske oplysninger 20025 | Statistiske oplysninger 20025 | Statistiske oplysninger 20025 | Statistiske oplysninger 20025 |
| ----------------------------- | ----------------------------- | ----------------------------- | ----------------------------- | ----------------------------- |
|                               |                               |                               |                               |                               |
| Distrikter                    | Areal/km²                     | Indbyggere                    | Gennemsnitsalder              | Kommuner                      |
| Chrudim                       | 1.030                         | 104.748                       | 39,0                          | 113                           |
| Pardubice                     | 889                           | 160.251                       | 40,0                          | 115                           |
| Svitavy                       | 1.335                         | 101.832                       | 38,4                          | 113                           |
| Ústí nad Orlicí               | 1.265                         | 138.753                       | 38,3                          | 112                           |

Andel af Bruttonationalprodukt (2001): 4,2 %,
Arbejdsløshed (2002): 8,7 %

## Største byer
| By               | Indbyggere (31. december 2005) |
| ---------------- | ------------------------------ |
| Pardubice        | 88.260                         |
| Chrudim          | 23.385                         |
| Svitavy          | 17.248                         |
| Česká Třebová    | 16.533                         |
| Ústí nad Orlicí  | 14.918                         |
| Vysoké Mýto      | 12.432                         |
| Moravská Třebová | 11.251                         |
| Hlinsko          | 10.295                         |
| Litomyšl         | 10.118                         |
| Lanškroun        | 9.807                          |
| Polička          | 9.029                          |
| Choceň           | 8.953                          |
| Přelouč          | 8.467                          |
| Holice           | 6.298                          |
| Letohrad         | 6.202                          |
| Žamberk          | 6.017                          |
| Skuteč           | 5.304                          |

## Galleri
- Chrudim
- Kralický Sněžník
- Kunětická hora slot
- Lanškroun rådhus
- Litomyšl slot
- Moravská Třebová
- Nové Hrady slot
- Pardubice slot
- Polička
- Slatiňany slot
- Veselý Kopec
- Slotsruinen Lichnice i Jernbjergene

- Wikimedia Commons har flere filer relateret til Pardubice (region)

49°54′N 16°12′Ø / 49.9°N 16.2°Ø